# القيان
القيان هي قرية في مقاطعة أرومية، إيران. يقدر عدد سكانها بـ 181 نسمة بحسب إحصاء 2016.